# 琴彭
琴彭，明代交阯人。永樂年間，以乂安府知府署茶籠州知州。宣德元年，黎利反，率眾圍茶籠州城。琴彭堅守城池七月，糧盡兵疲，其他將領不來就援，巡按御史上書請救，明宣宗馳敕責榮昌伯陳智等：「茶籠守彭被困孤城，矢死無貳，若等不援，將何以逃責！急發兵解圍，無干國憲。」，敕尚未送到而城池被攻破，琴彭戰死。明宣宗詔贈交阯左布政使，送其一子到京師為官。

## 延伸阅读
[在维基数据编辑]
 《明史卷二百八十九》，出自《明史》